# Aujeszky-betegség
Az Aujeszky-betegség (álveszettség) egy sertés által terjesztett, herpeszvírus által okozott állatbetegség, mely az emlősállatok jelentős részét veszélyezteti. Emberre nem terjed át, de a lovakra, szarvasmarhákra, juhokra igen. Sertésekkel érintkező, nyers sertéshússal és belsőségekkel etetett kutyák és macskák szintén veszélyeztetettek, náluk a betegség minden esetben halálos. A betegséget Dr. Aujeszky Aladár, magyar kutató különítette el a valódi veszettségtől, 1902-ben.

## Terjedése
Elsősorban sertésbetegség. A betegségen átesett sertések vírushordozóvá válnak, általuk terjed át a betegség más fajokra. Nem csak a húsuk, hanem az élő sertések minden testváladéka fertőzött lehet, a vizelet és a nyál is. Közvetlen érintkezés sertésekkel, azok ürülékével, vizeletével, húsevők számára a nyers sertéshús és a vágóhídi hulladékok fogyasztása, vadászkutyák vaddisznókkal való érintkezése a legfőbb fertőződési forrás. A vírust az alapos főzés elpusztítja. A sertések által másodlagosan megbetegített húsevő állatok csak csekély mennyiségben ürítik a vírust, viszont esetleges harapás által tovább tudják adni a fertőzést.

## Tünetei
Sertéseknél láz, levertség, mozgáskoordinációs zavarok, elfekvés, evezésszerű mozdulatok, hátsó lábakon ülés jellemző. A fertőződött fiatal malacok közel száz százaléka elpusztul, ez az idős sertéseknél 1-2 százalék. 
Kutyáknál és macskáknál a lappangási idő 3-6 nap. Főbb tünetei megegyeznek a veszettséggel, az agresszív fázist leszámítva. A betegség a központi idegrendszert támadja meg. Bágyadtság, láz a kezdő tünet, amit nyugtalanság, izgatottság, igen erős vakaródzás követnek. A vakaródzás a nyílt húsig folytatódhat. Ezt követi a veszettséghez hasonlóan a nyálzás, kóborlás, görcsök, majd 1-2 nap alatt az állat elpusztulása agy- és gerincvelőgyulladás következtében. 

## Megelőzése, gyógyítása
Amennyiben a betegség gyanúja lép fel, azonnal állatorvoshoz kell fordulni, mivel a betegség tünetei jórészt megegyeznek az állat környezetére is veszélyes valódi veszettséggel. 
A betegség megelőzését elsősorban a sertésállomány a vírustól való mentesítése, más haszonállatok a sertésektől való külön tartása, a higiéniai szabályok betartása jelenti. 
Kutyák és macskák Aujeszky-betegsége teljes mértékben gyógyíthatatlan, a megfertőződött állatok néhány nap alatt minden esetben elpusztulnak.  Megfertőződésüket a sertésektől való távoltartással, csak alaposan hőkezelt sertéshús és belsőség adásával kerülhetjük el. Fenti okból nyersen, hőkezelés nélkül tartósított élelem, pl. füstölt szalonna, füstölt kolbász, vagy szalámi sem adható. Megbetegedett kutya és macska esetén az egyetlen lehetőség az eutanázia, a betegséggel járó kínoktól való megszabadítás.